# Gustaw Adolf Bernadotte
Gustaw Adolf Bernadotte (szw. Gustaf Adolf Oscar Fredrik Arthur Edmund; ur. 22 kwietnia 1906 w Sztokholmie, zm. 26 stycznia 1947 w Kastrup, Dania) – książę Västerbotten, członek szwedzkiej rodziny królewskiej, najstarszy syn króla Gustawa VI Adolfa Bernadotte i jego pierwszej żony, księżnej Małgorzaty Connaught.
Od 1932 roku był żonaty z Sybillą Koburg. Miał z nią pięcioro dzieci – Małgorzatę (ur. 1934), Brygidę (ur. 1937- zm. 2024), Dezyderię (ur. 1938), Krystynę (ur. 1943) i Karola XVI Gustawa (ur. 1946) – obecnie panującego króla Szwecji.

## Powiązania rodzinne i edukacja
Książę Gustaw Adolf urodził się 22 kwietnia 1906 w Sztokholmie. Był synem króla Szwecji Gustawa VI Adolfa i jego pierwszej małżonki, księżnej Małgorzaty Connaught, pochodzącej z brytyjskiej rodziny królewskiej. Jego dziadkami byli ze strony ojca król Szwecji Gustaw V i królowa Wiktoria, a ze strony matki Artur, książę Connaught i Strathearn i Luiza Małgorzata, księżna Connaught. Był prawnukiem królowej Wiktorii Hanowerskiej. Był bratem księcia Uplland Sigvarda Bernadotte (ur. 1907, zm. 2002), królowej Danii Ingrid (ur. 1910, zm. 2000), księcia Hallandu Bertila Bernadotte (ur. 1912, zm. 1997) i księcia Dalarny Karola Jana Bernadotte (ur. 1916, zm. 2012). Jego macochą była królowa Szwecji Ludwika Bernadotte.

## Członek rodziny książęcej
Książę Gustaw Adolf urodził się za panowania swojego pradziadka, króla Oskara II. Jego dziadek był następcą tronu, a sam Gustaw Adolf zajmował trzecie miejsce w linii sukcesji i w przyszłości miał zostać królem Szwecji. Przy narodzinach otrzymał tytuł księcia Västerbotten.
Niektóre źródła dziennikarskie podają, że był zwolennikiem niemieckiego nazizmu w latach trzydziestych dwudziestego wieku, za co był głęboko krytykowany. Jako oficjalny reprezentant Szwecji, miał spotkać się między innymi z Adolfem Hitlerem i Hermannem Göringiem. Książę jednak niechętnie wypowiadał się na tematy polityczne. Wśród szwedzkiej opinii publicznej nazywany był niemieckim księciem, ale wszystkie doniesienia na temat jego kontaktów z nazistami nie zostały potwierdzone. Pasierb Göringa miał nawet stwierdzić, że spotkanie ojczyma z księciem było pomyłką i nie umieli się ze sobą porozumieć. Biuro prasowe pałacu królewskiego także zaprzeczyło tym informacjom.
Sprzyjał Finlandii w czasie wojny zimowej (1939-1940) i  tzw. wojny kontynuacyjnej (1941–1944), chciał wziąć udział w walkach przeciw Armii Czerwonej jako ochotnik, lecz nie otrzymał to zgody ojca. W latach czterdziestych uzyskał wojskowy stopień Överstelöjtnant, charakterystyczny dla wojskowych szwedzkich i fińskich.

## Małżeństwo i rodzina
19 lub 20 października 1932 książę Gustaw Adolf poślubił swoją kuzynkę, księżną Sybillę Koburg. Łączyła ich wspólna prababka, królowa brytyjska Wiktoria. Ich dziadkowie, czyli Leopold, książę Albany i Artur, książę Connaught i Strathearn, byli braćmi. Sybilla była młodsza od swojego męża o dwa lata, a z chwilą ślubu otrzymała tytuł Jej Królewskiej Wysokości Księżnej Västerbotten. Para doczekała się pierwszego dziecka 31 października 1934 roku. Urodziła się im córka, która otrzymała imiona Małgorzata Désirée Wiktoria. Trzy lata później przyszła na świat księżna Brygida Ingeborga Alicja. Książęca para została rodzicami jeszcze dwóch córek, księżnej Désirée Elżbiety Sybilli i księżnej Krystiany Ludwiki Heleny. W 1946 urodził się ich jedyny syn, książę Karol Gustaw Folke Hubert, który został jednym z następców szwedzkiego tronu.

## Dzieci
- Małgorzata, pani Ambler (ur. 31 października 1934)
- Brygida, księżna Hohenzollern (ur. 19 stycznia 1937)
- Désirée, baronowa Silfverschiöld (ur. 2 czerwca 1938)
- Krystiana, pani Magnusson (ur. 3 sierpnia 1943)
- Karol XVI Gustaw, król Szwecji (ur. 30 kwietnia 1946)

## Śmierć
Dziewięć miesięcy po narodzinach syna, 26 stycznia 1947 książę Gustaw Adolf zginął w katastrofie lotniczej na lotnisku Kastrup w Danii. Książę razem z dwoma towarzyszami wracał z wizyty w Holandii, gdzie gościł u królowej Juliany i jej małżonka. Opóźniony samolot lecący z Amsterdamu zatrzymał się w Kopenhadze na planowany postój przed dalszym rejsem do Sztokholmu. Wkrótce po wystartowaniu spadł na ziemię i zapalił się. Zginęły wszystkie dwadzieścia dwie osoby na pokładzie. Ustalono, że winę za spowodowanie katastrofy ponosi pilot samolotu, który nie zauważył komplikacji technicznych przed wylotem.
Książę pozostawił w kraju wdowę, księżną Sybillę i piątkę dzieci, z których najmłodszy syn został z chwilą śmierci ojca następcą tronu Szwecji. Pogrzeb odbył się 4 lutego.
Śmierć księcia spowodowała zamieszanie w kwestii dziedziczenia rodzinnego tronu. Młodsi bracia księcia Gustawa Adolfa utracili swoje prawa sukcesyjne w wyniku ślubu z osobami niemającymi arystokratycznego pochodzenia, a jego syn miał niespełna rok. W tej sytuacji jednym z możliwych przyszłych władców został najmłodszy brat księcia, książę Halland, Bertil, który przez trzydzieści lat czekał na możliwość poślubienia swojej ukochanej, Lillian, zanim oficjalnie otrzymał na to zgodę króla. Ostatecznie w 1973 następcą swojego dziadka na tronie Szwecji został książę Karol Gustaw.
Księżna Sybilla pozostała w zamku królewskim, a po śmierci teściowej w 1965, królowej Ludwiki, została księżną królewską Szwecji. Wspierała teścia, króla Gustawa VI Adolfa w oficjalnych obowiązkach. Przygotowywała swojego syna, księcia Karola Gustawa do objęcia funkcji króla, ale zmarła na rok przed tym, zanim został władcą Szwecji.